# Olympische Sommerspiele 1980/Leichtathletik – 20 km Gehen (Männer)

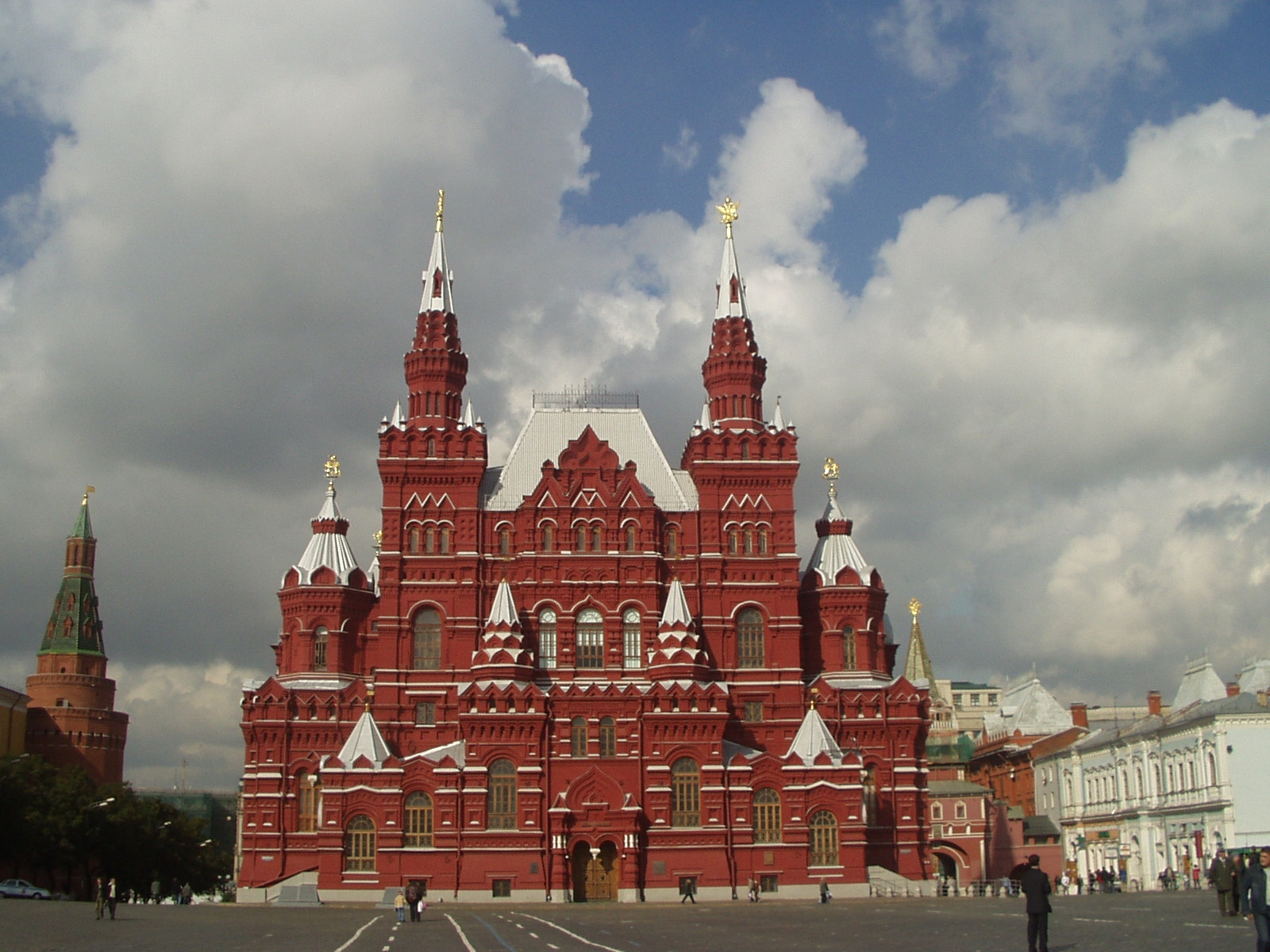
Das Staatliche Historische Museum am Roten Platz in Moskau

Das 20-km-Gehen der Männer bei den Olympischen Spielen 1980 in Moskau wurde am 24. Juli 1980 ausgetragen. Start und Ziel war das Olympiastadion Luschniki. 34 Athleten nahmen teil, von denen 25 das Ziel erreichten.
Olympiasieger wurde der Italiener Maurizio Damilano. Er gewann vor Pjotr Potschintschuk aus der Sowjetunion und Roland Wieser aus der DDR.
Neben Medaillengewinner Wieser gingen für die DDR zudem Karl-Heinz Stadtmüller und Werner Heyer an den Start. Stadtmüller beendete das Rennen als Achter, Heyer wurde disqualifiziert.

Der Österreicher Martin Toporek wurde 21, sein Teamkamerad Johann Siegele 22. Johanns Bruder Wilfried Siegele musste das Rennen abbrechen.

Geher aus der Schweiz und Liechtenstein nahmen nicht teil. Athleten aus der Bundesrepublik Deutschland waren wegen des Olympiaboykotts ebenfalls nicht dabei.

## Bestleistungen / Rekorde
Weltrekorde wurden im Straßengehen außer bei Meisterschaften und Olympischen Spielen wegen der unterschiedlichen Streckenbeschaffenheiten nicht geführt.

### Bestehende Bestleistungen / Rekorde
| Weltbestzeit       | 1:19:35 h   | Domingo Colín ( Mexiko)   | Tscherkassy, Sowjetunion (heute Ukraine) | 27. April 1980 |
| Olympischer Rekord | 1:24:40,6 h | Daniel Bautista ( Mexiko) | OS Montreal, Kanada                      | 23. Juli 1976  |

### Rekordverbesserung
Der italienische Olympiasieger Maurizio Damilano verbesserte den bestehenden olympischen Rekord im Wettkampf am 24. Juli um 1:05,1 Minuten auf 1:23:35,5 h. Die Weltbestzeit verfehlte er um 4:00,5 Minuten.

## Endergebnis und Wettkampfverlauf

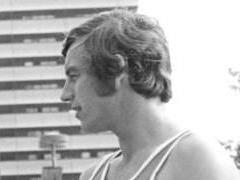
Der achtplatzierte Karl-Heinz Stadtmüller

Datum: 24. Juli 1980, 17:00 Uhr Ortszeit (UTC+3)
| Platz | Name                   | Nation           | Zeit        | Anmerkungen |
| ----- | ---------------------- | ---------------- | ----------- | ----------- |
| 1     | Maurizio Damilano      | Italien          | 1:23:35,5 h | OR          |
| 2     | Pjotr Potschintschuk   | Sowjetunion      | 1:24:45,4 h |             |
| 3     | Roland Wieser          | DDR              | 1:25:58,2 h |             |
| 4     | Jewgeni Jewsjukow      | Sowjetunion      | 1:26:28,3 h |             |
| 5     | José Marín             | Spanien          | 1:26:45,6 h |             |
| 6     | Raúl González          | Mexiko           | 1:27:48,6 h |             |
| 7     | Bohdan Bułakowski      | Polen            | 1:28:36,3 h |             |
| 8     | Karl-Heinz Stadtmüller | DDR              | 1:29:21,7 h |             |
| 9     | Reima Salonen          | Finnland         | 1:31:32,0 h |             |
| 10    | Roger Mills            | Großbritannien   | 1:32:37,8 h |             |
| 11    | Giorgio Damilano       | Italien          | 1:33:26,2 h |             |
| 12    | János Szálas           | Ungarn           | 1:34:10,5 h |             |
| 13    | Alf Brandt             | Schweden         | 1:34:44,0 h |             |
| 14    | Pavol Blažek           | Tschechoslowakei | 1:35:30,8 h |             |
| 15    | Aristidis Karageorgos  | Griechenland     | 1:36:53,4 h |             |
| 16    | Hunde Toure            | Äthiopien        | 1:37:16,6 h |             |
| 17    | Enrique Peña           | Kolumbien        | 1:38:00,0 h |             |
| 18    | Ranjit Singh           | Indien           | 1:38:27,2 h |             |
| 19    | Ernesto Alfaro         | Kolumbien        | 1:42:19,7 h |             |
| 20    | Jozef Pribilinec       | Tschechoslowakei | 1:42:52,4 h |             |
| 21    | Martin Toporek         | Österreich       | 1:44:56,0 h |             |
| 22    | Johann Siegele         | Österreich       | 1:45:17,8 h |             |
| 23    | Tekeste Mitiku         | Äthiopien        | 1:45:45,7 h |             |
| 24    | Stefano Casali         | San Marino       | 1:49:21,3 h |             |
| 25    | Thipsamay Chanthaphone | Laos             | 2:20:22,0 h |             |
| DNF   | Lucien Faber           | Luxemburg        |             |             |
| DNF   | Wilfried Siegele       | Österreich       |             |             |
| DSQ   | Daniel Bautista        | Mexiko           |             |             |
| DSQ   | Juraj Benčík           | Tschechoslowakei |             |             |
| DSQ   | Domingo Colín          | Mexiko           |             |             |
| DSQ   | Bo Gustafsson          | Schweden         |             |             |
| DSQ   | Werner Heyer           | DDR              |             |             |
| DSQ   | David Smith            | Australien       |             |             |
| DSQ   | Anatolij Solomin       | Sowjetunion      |             |             |

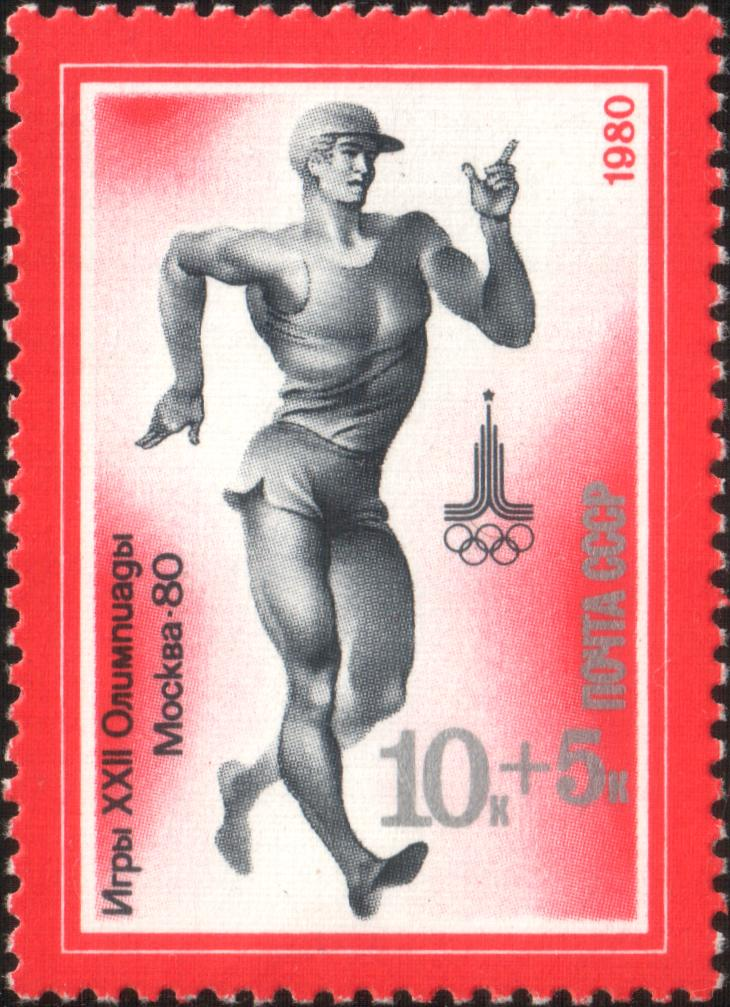
Wettkampfgehen, dargestellt auf einer sowjetischen Briefmarke

Es gab eine ganze Reihe von Gehern, denen eine Medaille oder der Olympiasieg zugetraut wurde. Zwei Mexikaner hatten im Olympiajahr die bis dahin bestehende Weltbestleistung verbessert: Im März war Daniel Bautista, Olympiasieger von 1976, genau 1:21:00 min gegangen, im April hatte Domingo Colín mit 1:19:35 min als erster Geher die 20-Minuten-Marke auf dieser Distanz unterboten. Weitere Favoriten kamen aus der UdSSR, dies waren: Pjotr Potschintschuk, Vizeeuropameister 1978, und Anatolij Solomin, EM-Dritter 1978 und im selben Jahr vorübergehend Inhaber der Weltbestzeit. Zum Kreis der Medaillenanwärter wurden darüber hinaus auch Roland Wieser aus der DDR, Europameister 1978, und der Finne Reima Salonen, 1979 vorübergehend Inhaber der Weltbestzeit, gezählt.
Bei schwülwarmen Bedingungen bildete sich bald eine größere Spitzengruppe, die sich bei Streckenhälfte auf vier Athleten reduzierte. Ganz vorne machte vor allem Bautista Druck, ihm an den Fersen gingen der Italiener Maurizio Damilano, Solomin und Colin. Nach ca. zwölf Kilometern musste Colin abreißen lassen, sodass nun drei Geher vorne lagen. Weiterhin machte vor allem Bautista das Tempo, das so hoch war, dass bald auch Damilano nicht mehr folgen konnte. Bautista und Solomin waren alleine an der Spitze. Doch der Wettkampf war noch nicht entschieden: Zwei Kilometer vor dem Ziel wurde Bautista wegen Nichteinhaltung der Gehregeln disqualifiziert, wenige hundert Meter weiter auch Solomin. In der Zwischenzeit war auch Colin wegen unsauberen Gehens aus dem Rennen genommen worden. Nun war der Weg frei für Maurizio Damilano, der mit einem Vorsprung von über einer Minute auf Pjotr Potschintschuk Olympiasieger wurde. Damit schaffte Damilano seinen internationalen Durchbruch, er errang später noch viele weitere Erfolge. Europameister Roland Wieser gewann eine weitere gute Minute zurück die Bronzemedaille vor Jewgeni Jewsjukow, UdSSR, und dem Spanier José Marín.
Maurizio Damilano war der erste italienische Olympiasieger im 20-km-Gehen.

## Video
- Atletica Mosca 1980 Damilano Oro 20 km Marcia, youtube.com, abgerufen am 30. Dezember 2017